# Aeropuerto Regional Jacqueline Cochran
El Aeropuerto Regional Jacqueline Cochran (IATA: TRM, OACI: KTRM, FAA LID: TRM) (del inglés: Jacqueline Cochran Regional Airport), es un aeropuerto de uso público del condado en el Condado de Riverside, California, Estados Unidos. Se encuentra en el sureste del Valle de Coachella, a 20 millas náuticas (23 mi, 37 km) al sureste del distrito financiero de Palm Springs, en Thermal, California. Este aeropuerto está incluido en el Plan Nacional de Sistemas Aeroportuarios Integrados para 2011-2015, que lo clasificó como una instalación de aviación general.
Construido durante la Segunda Guerra Mundial y utilizado por el Ejército de los Estados Unidos y la Armada de los Estados Unidos, El Aeropuerto Regional Jacqueline Cochran ha tenido varios cambios de nombre. Como instalación civil, se llamaba Aeropuerto de Thermal desde 1948 hasta 1998. Para reflejar mejor su función regional, el nombre se cambió a Aeropuerto Regional de Desert Resorts. El cambio de nombre más reciente, en honor a la aviadora pionera y residente de Indio Jacqueline Cochran, tuvo lugar en 2004.
El aeropuerto está a 1.6 km (una milla) al oeste de la Ruta Estatal de California 86 y a 10 km (6 millas) al sur de la Interestatal 10 en el Valle de Coachella, en el centro del Condado de Riverside, un área conocida como la Región de Desert Resorts. Las comunidades de Palm Springs, Palm Desert, Indian Wells, La Quinta, Rancho Mirage, Cathedral City, Coachella, Indio  y Thermal rodean el aeropuerto.
La instalación organiza una exhibición de vuelo a fines de noviembre, que muestra aeronaves a gran escala y modelos controlados por radio a bordo de miembros del Club de Control de Radio de Coachella Valley. Debido a la proximidad de ese club a las instalaciones, tanto el club como el aeropuerto trabajan en estrecha colaboración a mediados de enero para establecer zonas de exclusión aérea para el rally nacional de aviones "Best In The West" del club. Se estableció un techo operacional de modelo temporal de 2000 pies (610 m) durante ese tiempo debido al tamaño y la velocidad de los modelos que participan.